# Nana shōgi
Nana shōgi (forse "nano shogi", ナノ将棋 nano shōgi, scacchi di dimensioni minuscole, poiché il giapponese "nana" significa "sette") è una variante moderna dello shogi (scacchi giapponesi); tuttavia, non è giapponese. È stato inventato nel 1998–2001 da Georg Dunkel, finlandese, che lo chiama "la più piccola variante dello shōgi del mondo", e incorpora elementi di unashōgi, iniziando con una tavola vuota. Una variante più piccola, gufū shōgi (2×3), è stata introdotta dallo stesso Georg Dunkel, ma incorpora regole notevolmente diverse dalle varianti dello shōgi tradizionale, in particolare il concetto di pezzi condivisi e regole insolite per dare scacco e scaccomatto. 

## Regole del gioco

### Obbiettivo
L'obiettivo del gioco è catturare il re del tuo avversario. 

### Attrezzatura di gioco
Due giocatori, Nero e Bianco (o 先手sente e 後手gote ), giocano su una scacchiera di 3 righe per 3 colonne. Le caselle sono indifferenziate da segni o colore. 
Ogni giocatore ha un set di 3 pezzi a forma di cubo, generalmente delle stesse dimensioni. Questi sono: 
- 1 re
- 1 pezzo ortogonale: 
  - torre (飛車, hisha)
  - carro inverso (反車, hensha)
  - ali di rondine (燕羽, en'u)
  - intermediario (仲人, chūnin)
- 1 pezzo diagonale: 
  - alfiere (角行, kakugyō)
  - generale di tegole (瓦将, gashō)
  - spada del gatto (猫刄, myōjin )
  - cane (犬, inu )

Alcuni nomi italiani sono stati scelti per corrispondere a equivalenti approssimativi negli scacchi occidentali, piuttosto che come traduzioni dei nomi giapponesi. 
Ogni pezzo ha i nomi di ciascuno dei suoi stati nella forma di un kanji scritto sulle sue facce, uno stato per faccia, in modo che lo stato successivo di un pezzo sia ottenuto facendolo rotolare in avanti. I pezzi delle due parti non differiscono nel colore, ma la parte superiore di ogni pezzo è rivolta nella stessa direzione del re del giocatore proprietario e nella direzione opposta al re del suo avversario. Questo mostra chi controlla il pezzo durante il gioco. 

#### Tabella dei pezzi
Qui sono elencati i pezzi del gioco con la loro rappresentazione giapponese: 
| Pezzo              | kanji | romaji   | Abr. | Traduzione letterale |
| ------------------ | ----- | -------- | ---- | -------------------- |
| Re (regnante)      | 王将  | ōshō     | 王   | generale reale       |
| Re (pretendente)   | 玉将  | gyokushō | 玉   | generale di giada    |
| Torre              | 飛車  | hisha    | 飛   | carro volante        |
| Carro inverso      | 反車  | hensha   | 反   | carro inverso        |
| Ali di rondine     | 燕羽  | en'u     | 羽   | ali di rondine       |
| Intermediario      | 仲人  | chunin   | 仲   | persona di mezzo     |
| Alfiere            | 角行  | kakugyō  | 角   | motore angolare      |
| Generale di tegole | 瓦将  | gashō    | 瓦   | generale di tegole   |
| Spada del gatto    | 猫刄  | Myojin   | 猫   | spada del gatto      |
| Cane               | 犬    | inu      | 犬   | cane                 |

### Impostazione
La scacchiera, 3×3, inizialmente è vuota. I re vengono paracadutati per primi, ovunque tranne che al centro del tabellone. 

### Gioco
I giocatori si alternano facendo una mossa, con il Nero che si muove per primo. (I termini tradizionali 'nero' e 'bianco' sono usati per differenziare i lati durante la discussione del gioco, ma non sono letteralmente descrittivi). Una mossa consiste nel muovere un singolo pezzo sul tabellone e nel promuovere quel pezzo, catturando un pezzo avversario o paracadutando un pezzo catturato su un quadrato vuoto del tabellone. Ciascuna di queste opzioni è spiegata nel dettaglio di seguito. 

### Movimento e cattura
Un pezzo avversario viene catturato sostituendolo: vale a dire, se un pezzo si sposta in un quadrato occupato da un pezzo avversario, il pezzo avversario viene spostato e rimosso dal tabellone. Un pezzo non può spostarsi in una casella occupata da un pezzo amico (ovvero un altro pezzo controllato dal giocatore in movimento). 
Ogni pezzo del gioco si muove secondo uno schema caratteristico. I pezzi si muovono ortogonalmente (ovvero avanti, indietro, a sinistra o a destra, nella direzione di uno dei bracci di un segno di addizione, +) o in diagonale (nella direzione di uno dei bracci di un segno di moltiplicazione, ×). 
Molti pezzi sono in grado di eseguire diversi tipi di movimento, con il tipo di movimento più spesso dipendente dalla direzione in cui si muovono. Le categorie di movimento sono: 

#### Movimento a passi
La maggior parte dei pezzi si sposta di un solo quadrato alla volta. (Se un pezzo amico occupa un quadrato adiacente, il pezzo in movimento non può muoversi in quella direzione; se c'è un pezzo avversario, può essere spostato e catturato). 
I pezzi che si muovono a passi sono il re, la torre, le ali di rondine, l'intermediario, il generale di tegole, la spada del gatto e il cane. 

#### Movimento lungo una traiettoria
L'alfiere e il carro inverso possono muovere qualsiasi numero di quadrati vuoti lungo una linea retta, limitata solo dal bordo del tabellone. Se un pezzo avversario si trova in mezzo, può essere catturato spostandosi in quel quadrato e rimuovendolo dal tabellone. Un pezzo di questo tipo deve fermarsi dove cattura e non può saltare un pezzo che si trova sulla sua strada. Se sulla traiettoria c'è un pezzo amico, il pezzo in movimento deve fermarsi prima del pezzo amico; se il quest'ultimo è adiacente, non può muoversi in quella direzione. 

### Promozione
Non esiste una zona di promozione nel nana shōgi. Ogni volta che un pezzo (diverso da un re) fa una mossa, cambia il suo stato in un modo specifico. La promozione viene effettuata facendo rotolare il cubo in avanti dopo lo spostamento, rivelando il nome del nuovo pezzo. 
Le regole di promozione ricordano lo shōgi di Kyōto e sono completamente diverse dallo shōgi standard: 
- Un re (K) non può promuovere: 王, 玉
- Il cubo ortogonale va dalla torre (R) al carro inverso (C), alle ali di rondine (SW), all'intermediario (GB) e da capo: 飛→反→羽→仲→飛→...
- Il cubo diagonale va dall'alfiere (B) al generale di tegole (TG), alla spada del gatto (CS), al cane (D) e da capo: 角→瓦→猫→犬→角→...

### Pezzi singoli
Di seguito sono riportati degli schemi che indicano il movimento di ciascun pezzo. 
| Notazione |                                   |
| ○         | Si muove su una casella adiacente |
| │         | Si muove lungo una linea retta    |
| /         | Si muove lungo una linea retta    |
| \         | Si muove lungo una linea retta    |

| ■ |   |    |   | ■ |
|   | ○ | ○  | ○ |   |
|   | ○ | 王 | ○ |   |
|   | ○ | ○  | ○ |   |
| ■ |   |    |   | ■ |

| ■ |   |    |   | ■ |
|   | ○ | ○  | ○ |   |
|   | ○ | 玉 | ○ |   |
|   | ○ | ○  | ○ |   |
| ■ |   |    |   | ■ |

| ■ |   |    |   | ■ |
|   |   | ○  |   |   |
|   | ○ | 飛 | ○ |   |
|   |   | ○  |   |   |
| ■ |   |    |   | ■ |

| ＼ |    |    |    | ／ |
|    | ＼ |    | ／ |    |
|    |    | 角 |    |    |
|    | ／ |    | ＼ |    |
| ／ |    |    |    | ＼ |

| ■ | ■ | │  | ■ | ■ |
|   |   | │  |   |   |
|   |   | 反 |   |   |
|   |   | │  |   |   |
|   |   | │  |   |   |

| ■ |   |    |   | ■ |
|   | ○ |    | ○ |   |
|   |   | 瓦 |   |   |
|   |   | ○  |   |   |
| ■ |   |    |   | ■ |

| ■ |   |    |   | ■ |
| ■ |   |    |   |   |
|   | ○ | 羽 | ○ |   |
| ■ |   |    |   |   |
| ■ |   |    |   | ■ |

| ■ |   |    |   | ■ |
|   | ○ |    | ○ |   |
|   |   | 猫 |   |   |
|   | ○ |    | ○ |   |
| ■ |   |    |   | ■ |

| ■ | ■ |    | ■ | ■ |
|   |   | ○  |   |   |
|   |   | 仲 |   |   |
|   |   | ○  |   |   |
| ■ |   |    |   | ■ |

| ■ |   |    |   | ■ |
|   |   | ○  |   |   |
|   |   | 犬 |   |   |
|   | ○ |    | ○ |   |
| ■ |   |    |   | ■ |

### Paracadutaggio
Come con altre varianti di shōgi, i pezzi catturati sono veramente catturati in nana shōgi. Sono mantenuti "in mano" e possono essere riportati in gioco sotto il controllo del giocatore che cattura. In ogni turno, invece di muovere un pezzo nella scacchiera, un giocatore può prendere un pezzo che ha precedentemente catturato e posizionarlo su qualsiasi quadrato vuoto, di fronte all'avversario. Il pezzo ora fa parte delle forze controllate da quel giocatore. Questo si chiama far cadere il pezzo, o solo un paracadutaggio. 
Un paracadutaggio non può catturare un pezzo; ciò richiede una mossa aggiuntiva. 
Un pezzo non può essere lasciato cadere nel quadrato centrale, 2二, né un pezzo può essere lasciato cadere per dare scacco o scaccomatto. 

### Scacco e scaccomatto
Quando un giocatore fa una mossa in modo tale che il generale dell'avversario possa essere catturato nella mossa successiva, si dice che la mossa dia scacco al generale; si dice che il generale sia sotto scacco. Se il generale di un giocatore è sotto scacco e nessuna mossa legale da parte di quel giocatore lo farà uscire dal controllo, la mossa di controllo è uno scaccomatto e permette di vincere effettivamente la partita. 
Lo scaccomatto immediato non può essere ottenuto dalla caduta di alcun pezzo, né è consentito il matto in nessuna mossa, di cattura o meno, che inizia con il giocatore che ha uno o più pezzi in mano. 

### Fine del gioco
Un giocatore che cattura il re avversario vince la partita. In pratica ciò accade raramente, poiché un giocatore si dimetterà quando sarà scacco matto o stallo, come altrimenti quando la perdita è inevitabile. 
Un giocatore che fa una mossa illegale perde immediatamente. (Questa regola può essere rilassata nei giochi amichevoli). 
A causa delle ridotte dimensioni del tabellone, la situazione di stallo è molto più comune rispetto ad altre varianti con paracadutaggi, e conta come una vittoria per il giocatore che ha eseguito la situazione di stallo, dal momento che il suo avversario non ha nessun posto dove muoversi che non sia sotto controllo. 
Un altro modo possibile (ma abbastanza insolito) per la fine di un gioco è la ripetizione (千日手sennichite). Se la stessa posizione si verifica quattro volte con lo stesso giocatore che deve giocare giocare, allora il gioco è un pareggio. Affinché due posizioni siano considerate uguali, i pezzi in mano devono essere uguali, così come la posizione sul tabellone. 

## Varianti
Nella prima variante di nana shōgi sviluppata da Dunkel, la torre aveva una portata illimitata e le ali di rondine si muovevano come nel wa shōgi . Tuttavia, Dunkel riteneva che questi fossero troppo potenti e davano al nero un grande vantaggio dato che è il primo a paracadutare questo pezzo. 

## Notazione di gioco
Il metodo utilizzato nei testi in lingua inglese per esprimere le mosse dello shogi è stato stabilito da George Hodges nel 1976. Deriva dalla notazione algebrica usata per gli scacchi, ma differisce per diversi aspetti. È stato modificato per l'uso in nana shōgi. 
Un esempio tipico è B-2二 = TG . La prima lettera rappresenta il pezzo spostato: R=torre, C=carro inverso, SW=ali di rondine, GB=intermediario, B=alfiere, TG=generale di tegole, CS=spada del gatto, D=cane. La designazione del pezzo è seguita da un simbolo che indica il tipo di mossa: - per una mossa normale, x per una cattura o * per un paracadutaggio. Segue poi la designazione per il quadrato su cui il pezzo atterra. Consiste in un numero arabo che rappresenta la colonna e un numero giapponese che rappresenta la riga, con 1一 nell'angolo in alto a destra (visto dal punto di vista di Black) e 3三 nell'angolo in basso a sinistra. (Questo metodo di designazione dei quadrati si basa sulla convenzione giapponese, che utilizza numeri giapponesi anziché lettere) 
Se un pezzo diverso da un re si sposta, cambia stato e un = viene aggiunto alla fine, seguito dal nome del nuovo stato, per indicare che lo stato è stato cambiato. Nell'esempio sopra, ad esempio, l'alfiere si è spostato in 2二 ed è cambiato in un generale di tegole. 
Nei casi in cui la notazione di cui sopra sarebbe ambigua, la designazione del quadrato iniziale viene aggiunta dopo la designazione del pezzo per chiarire quale pezzo è inteso. Ad esempio, se ci sono due spade del gatto che possono spostarsi su 2一, una in 1二 e una in 3二, queste si distinguono come CS1二-2一 = D e CS3二-2一 = D.
Le mosse sono comunemente numerate come nello shōgi (ogni movimento conta come mossa). 